# Società Sportiva Lazio 1960-1961
Questa voce raccoglie le informazioni riguardanti la Società Sportiva Lazio nelle competizioni ufficiali della stagione 1960-1961.

## Stagione
Diciottesima e ultima classificata in Serie A, la squadra capitolina tornò dopo oltre trent'anni fra i cadetti, non traendo giovamento né dall'avvicendamento in panchina fra Fulvio Bernardini e l'ex bandiera biancoceleste Enrique Flamini, né dall'arrivo a metà stagione di Jesse Carver in veste di Direttore tecnico. A far da contraltare al deludente campionato, la Lazio ben si comportò in Coppa Italia dove raggiunse la finale, persa l'11 giugno 1961 allo stadio "Comunale" di Firenze contro i padroni di casa della Fiorentina (2-0).

## Organigramma societario
Area direttiva
- Presidente: Andrea Ercoli fino a novembre, poi Costantino Tessarolo
- Commissario straordinario: Costantino Tessarolo, poi Massimo Giovannini

Area tecnica
- Direttore tecnico: da gennaio Jesse Carver
- Allenatore: Fulvio Bernardini, da dicembre Enrique Flamini

## Rosa
| N. |                   | Ruolo | Calciatore         |
| -- | ----------------- | ----- | ------------------ |
|    | Italia (bandiera) | P     | Idilio Cei         |
|    | Italia (bandiera) | P     | Roberto Lovati     |
|    | Italia (bandiera) | P     | Franco Pezzullo    |
|    | Italia (bandiera) | D     | Giacomo Del Gratta |
|    | Italia (bandiera) | D     | Adelmo Eufemi      |
|    | Italia (bandiera) | D     | Francesco Janich   |
|    | Italia (bandiera) | D     | Nicola Lo Buono    |
|    | Italia (bandiera) | D     | Giovanni Molino    |
|    | Italia (bandiera) | D     | Alfredo Napoleoni  |
|    | Italia (bandiera) | C     | Paolo Carosi       |
|    | Italia (bandiera) | C     | Franco Carradori   |
|    | Italia (bandiera) | C     | Bruno Franzini     |
|    | Italia (bandiera) | C     | Egidio Fumagalli   |
|    | Italia (bandiera) | C     | Antonio Mattioli   |
|    | Italia (bandiera) | C     | Guglielmo Mecozzi  |
|    | Italia (bandiera) | C     | Roberto Moroni     |
|    | Italia (bandiera) | C     | Pierluigi Pagni    |

| N. |                      | Ruolo | Calciatore          |
| -- | -------------------- | ----- | ------------------- |
|    | Italia (bandiera)    | C     | Ugo Pozzan          |
|    | Italia (bandiera)    | C     | Mario Vignoli       |
|    | Italia (bandiera)    | A     | Claudio Bizzarri    |
|    | Italia (bandiera)    | A     | Brunello Cocciuti   |
|    | Italia (bandiera)    | A     | Gianni Bui          |
|    | Uruguay (bandiera)   | A     | Homero Guaglianone  |
|    | Italia (bandiera)    | A     | Paolo Ferrario      |
|    | Italia (bandiera)    | A     | Angelo Longoni      |
|    | Italia (bandiera)    | A     | Amos Mariani        |
|    | Italia (bandiera)    | A     | Mario Maraschi      |
|    | Italia (bandiera)    | A     | Clemente Mattei     |
|    | Argentina (bandiera) | A     | Juan Carlos Morrone |
|    | Italia (bandiera)    | A     | Maurilio Prini      |
|    | Italia (bandiera)    | A     | Orlando Rozzoni     |
|    | Italia (bandiera)    | A     | Giorgio Stivanello  |
|    | Italia (bandiera)    | A     | Oliviero Visentin   |

## Calciomercato

### Sessione estiva
| Acquisti | Acquisti           | Acquisti             | Acquisti      |
| R.       | Nome               | da                   | Modalità      |
| -------- | ------------------ | -------------------- | ------------- |
| P        | Nicola Giannisi    | Cirio                | fine prestito |
| P        | Giuseppe Rossi     | Rieti                | definitivo    |
| D        | Alfredo Napoleoni  | Cirio                | fine prestito |
| C        | Antonio Mattioli   | Cirio                | fine prestito |
| C        | Venanzio Severini  | Siena                | fine prestito |
| A        | Gianni Bui         | Cirio                | fine prestito |
| A        | Brunello Cocciuti  | Ancona               | fine prestito |
| A        | Paolo Ferrario     | Milan                | prestito      |
| A        | Homero Guaglianone | Montevideo Wanderers | definitivo    |

| Cessioni | Cessioni           | Cessioni    | Cessioni   |
| R.       | Nome               | a           | Modalità   |
| -------- | ------------------ | ----------- | ---------- |
| P        | Massimo Bellagamba | Taranto     | prestito   |
| P        | Nicola Giannisi    | Foggia      | definitivo |
| P        | Luciano Giglietti  | Salernitana | prestito   |
| C        | Venanzio Severini  | Larderello  | prestito   |
| A        | Sandro Joan        | Cosenza     | prestito   |
| A        | Ettore Recagni     | Mantova     | definitivo |
| A        | Humberto Tozzi     | Palmeiras   | definitivo |

### Sessione autunnale
| Acquisti | Acquisti            | Acquisti    | Acquisti      |
| R.       | Nome                | da          | Modalità      |
| -------- | ------------------- | ----------- | ------------- |
| P        | Luciano Giglietti   | Salernitana | fine prestito |
| A        | Juan Carlos Morrone | Platense    | definitivo    |
| A        | Giorgio Stivanello  | Juventus    | prestito      |

| Cessioni | Cessioni           | Cessioni | Cessioni   |
| R.       | Nome               | a        | Modalità   |
| -------- | ------------------ | -------- | ---------- |
| A        | Homero Guaglianone | Nacional | svincolato |

### Sessione primaverile
| Acquisti | Acquisti          | Acquisti       | Acquisti   |
| R.       | Nome              | da             | Modalità   |
| -------- | ----------------- | -------------- | ---------- |
| C        | Guglielmo Mecozzi | Sambenedettese | definitivo |
| A        | Angelo Longoni    | Atalanta       | definitivo |
| A        | Mario Maraschi    | Milan          | definitivo |

## Risultati

### Serie A

#### Girone di andata
| Arbitro: | Grignani (Milano) |

|           |           |                                 |
| Mattei 6’ | Marcatori | 10’, 75’ Campana 50’ Bulgarelli |

| Arbitro: | De Marchi (Pordenone) |

|                                  |           |                 |
| Emoli 45’ Charles 50’ Nicolè 51’ | Marcatori | 86’ P. Ferrario |

| Arbitro: | Rebuffo (Milano) |

|             |           |            |
| Rozzoni 85’ | Marcatori | 86’ Tacchi |

| Arbitro: | Righi (Milano) |

|                              |           |  |
| Meroi 37’ Tinazzi 72’ (rig.) | Marcatori |  |

| Roma 23 ottobre 1960 5ª giornata | Lazio            | 0 – 0 referto | Inter | Stadio Olimpico\| Arbitro: \| Babini (Ravenna) \| |
| Arbitro:                         | Babini (Ravenna) |               |       |                                                   |

| Arbitro: | Sebastio (Taranto) |

|                      |           |  |
| Brighenti 47’ (rig.) | Marcatori |  |

| Arbitro: | Rigato (Mestre) |

|  |           |                                      |
|  | Marcatori | 21’, 23’, 37’ Manfredini 82’ Orlando |

| Arbitro: | Jonni (Macerata) |

|                                |           |  |
| Milan 25’ Hamrin 57’, 61’, 86’ | Marcatori |  |

| Arbitro: | Rebuffo (Milano) |

|                       |           |                   |
| Barbolini 1’ Rosa 85’ | Marcatori | 79’ (aut.) Blason |

| Arbitro: | Campanati (Milano) |

|                                   |           |  |
| Rozzoni 40’, 48’, 67’ Mariani 57’ | Marcatori |  |

| Vicenza 18 dicembre 1960 11ª giornata | Lanerossi Vicenza | 0 – 0 referto | Lazio | Stadio Romeo Menti\| Arbitro: \| Bonetto (Torino) \| |
| Arbitro:                              | Bonetto (Torino)  |               |       |                                                      |

| Arbitro: | Jonni (Macerata) |

|                           |           |                               |
| Fumagalli 45’ Rozzoni 66’ | Marcatori | 28’ (aut.) Janich 65’ Morelli |

| Arbitro: | Angelini (Firenze) |

|             |           |                      |
| Mariani 10’ | Marcatori | 72’ Longoni 74’ Nova |

| Arbitro: | Marchese (Frattamaggiore) |

|                                                     |           |                  |
| Vernazza 37’, 63’ Rivera 41’ David 66’ Maraschi 82’ | Marcatori | 75’ (rig.) Prini |

| Arbitro: | Jonni (Macerata) |

|                        |           |  |
| R. Ferrario 20’ (aut.) | Marcatori |  |

| Bari 22 gennaio 1961 16ª giornata | Bari             | 0 – 0 referto | Lazio | Stadio della Vittoria\| Arbitro: \| Bonetto (Torino) \| |
| Arbitro:                          | Bonetto (Torino) |               |       |                                                         |

| Arbitro: | Francescon (Padova) |

|                         |           |             |
| Abbadie 31’ Clerici 56’ | Marcatori | 52’ Rozzoni |

#### Girone di ritorno
| Arbitro: | Lo Bello (Siracusa) |

|             |           |              |
| Bonafin 23’ | Marcatori | 61’ Franzini |

| Arbitro: | Gambarotta (Genova) |

|             |           |                                     |
| Rozzoni 62’ | Marcatori | 8’ Sívori 31’, 85’ Charles 88’ Mora |

| Arbitro: | Bonetto (Torino) |

|                            |           |                                                                |
| Del Vecchio 54’ Maioli 69’ | Marcatori | 10’ (rig.) Carradori 21’ Carosi 32’, 48’ Rozzoni 74’ Fumagalli |

| Arbitro: | Righi (Milano) |

|  |           |            |
|  | Marcatori | 9’ Bettini |

| Arbitro: | Di Tonno (Lecce) |

|                                                                 |           |  |
| Firmani 43’, 65’, 66’, 85’ Gatti 62’ Angelillo 70’ Morbello 78’ | Marcatori |  |

| Arbitro: | Grignani (Milano) |

|  |           |             |
|  | Marcatori | 41’ Recagno |

| Arbitro: | De Marchi (Pordenone) |

|              |           |                  |
| Giuliano 16’ | Marcatori | 22’, 26’ Rozzoni |

| Arbitro: | Rebuffo (Milano) |

|            |           |                                |
| Pozzan 24’ | Marcatori | 61’ Antoninho 86’ (aut.) Pagni |

| Arbitro: | Grignani (Milano) |

|             |           |                                 |
| Morrone 86’ | Marcatori | 11’ (aut.) Napoleoni 90+1’ Rosa |

| Arbitro: | Righi (Milano) |

|                            |           |                          |
| Massei 3’, 62’ Bagatti 54’ | Marcatori | 68’ Morrone 90’ Bizzarri |

| Arbitro: | Angelini (Firenze) |

|             |           |           |
| Morrone 90’ | Marcatori | 82’ Conti |

| Arbitro: | Marchese (Napoli) |

|  |           |             |
|  | Marcatori | 83’ Morrone |

| Bergamo 7 maggio 1961 30ª giornata | Atalanta         | 0 – 0 referto | Lazio | Stadio Comunale\| Arbitro: \| Samani (Trieste) \| |
| Arbitro:                           | Samani (Trieste) |               |       |                                                   |

| Arbitro: | Di Tonno (Lecce) |

|  |           |              |
|  | Marcatori | 76’ Vernazza |

| Arbitro: | Genel (Trieste) |

|                                                 |           |              |
| Lancioni 38’ Ferrini 48’ Crippa 58’ Mazzero 76’ | Marcatori | 20’ Franzini |

| Arbitro: | Righi (Milano) |

|  |           |             |
|  | Marcatori | 33’ Rossano |

| Arbitro: | Lo Bello (Siracusa) |

|  |           |             |
|  | Marcatori | 22’ Savioni |

### Coppa Italia

#### Fase finale
| Arbitro: | Marchese (Frattamaggiore) |

|                                            |           |  |
| Rozzoni 48’, 71’ Morrone 49’ Carradori 50’ | Marcatori |  |

| Arbitro: | Angonese (Mestre) |

|  |           |            |
|  | Marcatori | 4’ Morrone |

| Arbitro: | Marchese (Frattamaggiore) |

|              |                      |                   |
| Carradori 6’ | Marcatori            | 23’ (aut.) Janich |
| Carradori    | Tiri di rigore 5 – 4 | Mazzero           |

| Arbitro: | Rigato (Mestre) |

|                     |           |  |
| Petris 4’ Milan 80’ | Marcatori |  |

## Statistiche

### Statistiche di squadra
| Competizione       | Punti | In casa | In casa | In casa | In casa | In casa | In casa | In trasferta | In trasferta | In trasferta | In trasferta | In trasferta | In trasferta | Totale | Totale | Totale | Totale | Totale | Totale | DR  |
| Competizione       | Punti | G       | V       | N       | P       | Gf      | Gs      | G            | V            | N            | P            | Gf           | Gs           | G      | V      | N      | P      | Gf     | Gs     | DR  |
| ------------------ | ----- | ------- | ------- | ------- | ------- | ------- | ------- | ------------ | ------------ | ------------ | ------------ | ------------ | ------------ | ------ | ------ | ------ | ------ | ------ | ------ | --- |
| Serie A            | 18    | 17      | 2       | 4       | 11      | 14      | 26      | 17           | 3            | 4            | 10           | 16           | 37           | 34     | 5      | 8      | 21     | 30     | 63     | -33 |
| Coppa Italia       |       | 2       | 1       | 1       | 0       | 5       | 1       | 2            | 1            | 0            | 1            | 1            | 2            | 4      | 2      | 1      | 1      | 6      | 3      | +3  |
| Coppa delle Alpi   |       | 1       | 0       | 1       | 0       | 3       | 3       | 1            | 1            | 0            | 0            | 5            | 0            | 2      | 1      | 1      | 0      | 8      | 3      | +5  |
| Campionato Cadetti | 37    | 11      | 10      | 0       | 1       | 28      | 4       | 11           | 7            | 3            | 1            | 18           | 9            | 22     | 17     | 3      | 2      | 46     | 13     | +33 |
| Totale             |       | 31      | 13      | 6       | 12      | 50      | 34      | 31           | 12           | 7            | 12           | 40           | 48           | 62     | 25     | 13     | 24     | 90     | 82     | +8  |

### Statistiche dei giocatori
Nel conteggio delle reti realizzate si aggiungano due autoreti a favore in campionato e due reti assegnate a tavolino nel Campionato Cadetti.
| Giocatore      | Serie A  | Serie A | Coppa Italia | Coppa Italia | Coppa delle Alpi | Coppa delle Alpi | Campionato Cadetti | Campionato Cadetti | Totale   | Totale |
| Giocatore      | Presenze | Reti    | Presenze     | Reti         | Presenze         | Reti             | Presenze           | Reti               | Presenze | Reti   |
| -------------- | -------- | ------- | ------------ | ------------ | ---------------- | ---------------- | ------------------ | ------------------ | -------- | ------ |
| A. Andreotti   | -        | -       | -            | -            | -                | -                | 1                  | 0                  | 1        | 0      |
| M. Becchetti   | -        | -       | -            | -            | -                | -                | 1                  | 0                  | 1        | 0      |
| C. Bizzarri    | 21       | 1       | 1            | 0            | 2                | 2                | 1                  | 0                  | 25       | 3      |
| G. Bui         | 5        | 0       | 1            | 0            | -                | -                | 16                 | 8                  | 22       | 8      |
| P. Carosi      | 22       | 1       | 4            | 0            | 2                | 0                | 8                  | 1                  | 36       | 2      |
| F. Carradori   | 32       | 1       | 4            | 2            | -                | -                | -                  | -                  | 36       | 3      |
| I. Cei         | 12       | -16     | 3            | -3           | 2                | -3               | 9                  | -7                 | 26       | -29    |
| B. Cocciuti    | -        | -       | -            | -            | -                | -                | 9                  | 2                  | 9        | 2      |
| G. Del Gratta  | 5        | 0       | 1            | 0            | 1                | 0                | 16                 | 0                  | 23       | 0      |
| A. Eufemi      | 28       | 0       | 3            | 0            | 2                | 0                | 4                  | 0                  | 37       | 0      |
| P. Ferrario    | 7        | 1       | -            | -            | -                | -                | 11                 | 8                  | 18       | 9      |
| B. Franzini    | 25       | 2       | 2            | 0            | 1                | 1                | -                  | -                  | 28       | 3      |
| E. Fumagalli   | 15       | 2       | -            | -            | -                | -                | 9                  | 2                  | 24       | 4      |
| H. Guaglianone | 1        | 0       | -            | -            | -                | -                | -                  | -                  | 1        | 0      |
| F. Janich      | 28       | 0       | 2            | 0            | 2                | 0                | 1                  | 0                  | 33       | 0      |
| S. Joan        | -        | -       | -            | -            | 1                | 0                | 6                  | 4                  | 7        | 4      |
| N. Lo Buono    | 5        | 0       | -            | -            | 2                | 0                | 13                 | 0                  | 20       | 0      |
| A. Longoni     | -        | -       | -            | -            | 1                | 2                | -                  | -                  | 1        | 2      |
| R. Lovati      | 8        | -22     | -            | -            | -                | -                | 5                  | -1                 | 13       | -23    |
| M. Maraschi    | -        | -       | -            | -            | 1                | 0                | -                  | -                  | 1        | 0      |
| A. Mariani     | 24       | 2       | 3            | 0            | 1                | 0                | 4                  | 1                  | 32       | 3      |
| C. Mattei      | 9        | 1       | 1            | 0            | -                | -                | 17                 | 3                  | 27       | 4      |
| A. Mattioli    | 1        | 0       | -            | -            | -                | -                | 11                 | 3                  | 12       | 3      |
| G. Mecozzi     | -        | -       | -            | -            | 1                | 0                | -                  | -                  | 1        | 0      |
| G. Molino      | 26       | 0       | 3            | 0            | -                | -                | 3                  | 0                  | 32       | 0      |
| R. Moroni      | -        | -       | -            | -            | -                | -                | 13                 | 0                  | 13       | 0      |
| J.C. Morrone   | 17       | 4       | 3            | 2            | 1                | 1                | 3                  | 5                  | 24       | 12     |
| A. Napoleoni   | 6        | 0       | 2            | 0            | 1                | 0                | 12                 | 0                  | 21       | 0      |
| P. Pagni       | 2        | 0       | 1            | 0            | 1                | 0                | 21                 | 1                  | 25       | 1      |
| F. Pezzullo    | 14       | -25     | 2            | -0           | -                | -                | 9                  | -5                 | 25       | -30    |
| B. Pinna       | -        | -       | -            | -            | -                | -                | 1                  | 0                  | 1        | 0      |
| U. Pozzan      | 15       | 1       | 2            | 0            | -                | -                | 6                  | 1                  | 23       | 2      |
| M. Prini       | 14       | 1       | 4            | 0            | 2                | 2                | 5                  | 0                  | 25       | 3      |
| F. Riccioni    | -        | -       | -            | -            | -                | -                | 16                 | 0                  | 16       | 0      |
| G. Rossi       | -        | -       | -            | -            | 1                | -0               | 3                  | -0                 | 4        | -0     |
| O. Rozzoni     | 30       | 11      | 3            | 2            | -                | -                | 1                  | 0                  | 34       | 13     |
| G. Stivanello  | -        | -       | -            | -            | -                | -                | 5                  | 1                  | 5        | 1      |
| M. Vignoli     | -        | -       | -            | -            | -                | -                | 15                 | 2                  | 15       | 2      |
| O. Visentin    | 2        | 0       | -            | -            | -                | -                | 14                 | 2                  | 16       | 2      |

## Riserve
La squadra riserve della Lazio ha disputato nella stagione 1959-1960 il Campionato Cadetti e il Campionato De Martino.

### Rosa
| N. |                   | Ruolo | Calciatore            |
| -- | ----------------- | ----- | --------------------- |
|    | Italia (bandiera) | P     | Idilio Cei            |
|    | Italia (bandiera) | P     | Luciano Giglietti     |
|    | Italia (bandiera) | P     | Roberto Lovati        |
|    | Italia (bandiera) | P     | Franco Pezzullo       |
|    | Italia (bandiera) | P     | Giuseppe Rossi        |
|    | Italia (bandiera) | D     | Giancarlo Agostinelli |
|    | Italia (bandiera) | D     | Roberto Baldassarri   |
|    | Italia (bandiera) | D     | Andrea Bodini         |
|    | Italia (bandiera) | D     | Giacomo Del Gratta    |
|    | Italia (bandiera) | D     | Adelmo Eufemi         |
|    | Italia (bandiera) | D     | Mario Fabrizi         |
|    | Italia (bandiera) | D     | Francesco Janich      |
|    | Italia (bandiera) | D     | Nicola Lo Buono       |
|    | Italia (bandiera) | D     | Carlo Luttazzi        |
|    | Italia (bandiera) | D     | Giovanni Molino       |
|    | Italia (bandiera) | D     | Alfredo Napoleoni     |
|    | Italia (bandiera) | D     | Filiberto Riccioni    |
|    | Italia (bandiera) | D     | Sandro Cancellieri    |
|    | Italia (bandiera) | C     | Paolo Carosi          |
|    | Italia (bandiera) | C     | Egidio Fumagalli      |
|    | Italia (bandiera) | C     | Sandro Joan           |

| N. |                      | Ruolo | Calciatore          |
| -- | -------------------- | ----- | ------------------- |
|    | Italia (bandiera)    | C     | Antonio Mattioli    |
|    | Italia (bandiera)    | C     | Roberto Moroni      |
|    | Italia (bandiera)    | C     | Pierluigi Pagni     |
|    | Italia (bandiera)    | C     | Bruno Pinna         |
|    | Italia (bandiera)    | C     | Ugo Pozzan          |
|    | Italia (bandiera)    | C     | Mario Vignoli       |
|    | Italia (bandiera)    | A     | Angelo Andreotti    |
|    | Italia (bandiera)    | A     | Maurizio Becchetti  |
|    | Italia (bandiera)    | A     | Claudio Bizzarri    |
|    | Italia (bandiera)    | A     | Gianni Bui          |
|    | Italia (bandiera)    | A     | Brunello Cocciuti   |
|    | Italia (bandiera)    | A     | Roberto De Santis   |
|    | Italia (bandiera)    | A     | Paolo Ferrario      |
|    | Italia (bandiera)    | A     | Amos Mariani        |
|    | Italia (bandiera)    | A     | Clemente Mattei     |
|    | Argentina (bandiera) | A     | Juan Carlos Morrone |
|    | Italia (bandiera)    | A     | Maurilio Prini      |
|    | Italia (bandiera)    | A     | Orlando Rozzoni     |
|    | Italia (bandiera)    | A     | Giorgio Stivanello  |
|    | Italia (bandiera)    | A     | Oliviero Visentin   |